# 歷史奇幻

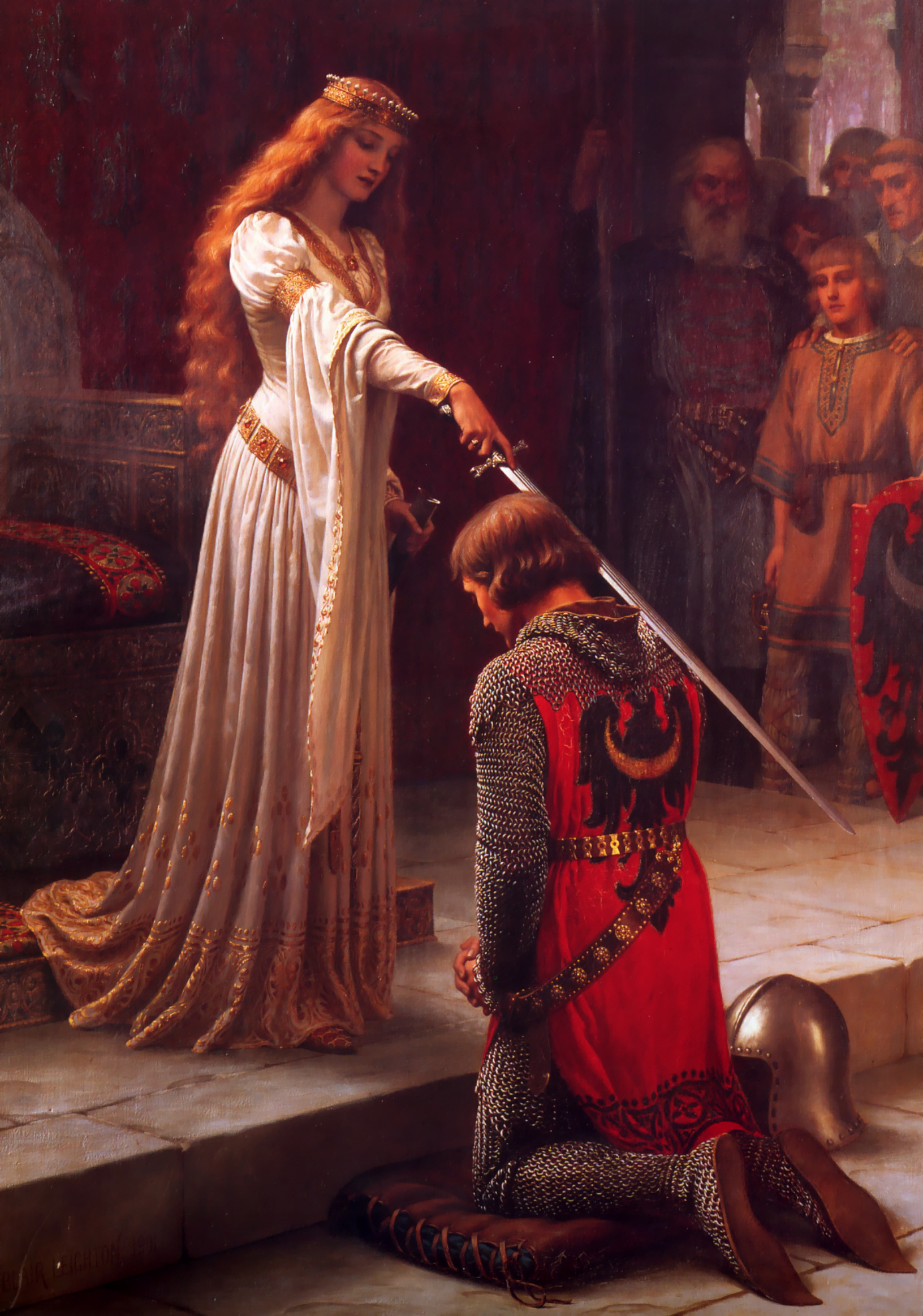
英國畫家所呈現的歷史奇幻

歷史奇幻（Historical fantasy）是一種奇幻小說的一種子類型。
歷史奇幻的世界大多設定在20世紀之前的真實歷史上。

## 摘要
歷史奇幻大多都設定有這些特徵：
- 魔法、傳說生物和其他超自然要素皆存在於現實世界中。
- 架空歷史小說－出現真實的歷史相關事件和人物。
- 架空世界－偶爾會出現與現實隔離的異界。

## 子類型（subgenre）

### 凱爾特奇幻
在此一類型中，更進一步的子類型因為某個歷史時期受到歡迎而被分出。例如，許多奇幻小說的時代設定在黑暗時期的凱爾特文化時，或由此文化中取得靈感，這導致了「凱爾特奇幻（Celtic fantasy）」這一名詞的出現。

### 蒸氣龐克
蒸氣龐克是歷史奇幻的另一種子類型，設在維多利亞時代或愛得華時期，其中有一些技術會被歸類為蒸氣龐克，且此類型中的某些作品會被歸類於架空歷史小說。

### 中世紀奇幻
中世紀奇幻包括以中世紀為背景的作品，以及類似中世紀時期的架空世界。 這個類型在角色扮演遊戲和奇幻文學中很常見。 它經常包含中世紀歐洲文化和社會的元素，包括君主、封建社會結構、中世紀戰爭和歐洲民間傳說中常見的神話傳說。

### 史前奇幻
史前奇幻（Prehistoric fantasy）包含了以史前時代為背景，或是以史前人類為主角的奇幻作品。

### 童話奇幻
童話奇幻通常是指童話故事中出現了幻想的元素，例如魔法、魔法生物、精靈、巨人等等，並且通常會有一個英雄角色去對抗邪惡的勢力，並帶領讀者或觀眾進入一個充滿奇幻色彩的世界。

## 代表作品

### 電視
- 《少年魔法師梅林》（2008年）
- 《達文西闇黑英雄》（2013年）
- 《國王的信使（英语：The Letter for the King (TV_series)）》（2020年3月）（Netflix英國）
- 《天命之咒》（2020年7月）（Netflix）
- 《太陽召喚》（2021年）（Netflix）
- 《叛逆女流（英语：Renegade Nell）》（2024年）（Disney+）

#### 維多利亞時代
- 《童話小鎮－愛麗絲重遊仙境》（2013年）
- 《英國恐怖故事》（2014年）（吸血鬼+狼人+科學怪人+化身博士）
- 《嘉年華大街》（2019年）（Amazon）
- 《非正规军（英语：The Irregulars）》（2021年3月）（Netflix英國）
- 《不朽者》（2021年4月）（HBO）

### 電影
- 《德古拉》（1992年）（吸血鬼）
  - 《德古拉元年》（2014年）（吸血鬼）（改編自德古拉的上半部）（環球闇黑宇宙）
- 《神鬼奇航系列電影》（2003－2017年）
- 《決戰異世界前傳：鬼哭狼嚎》（2009年1月）（吸血鬼+狼人）
- 《波斯王子：時之刃》（2010年5月）
- 《諸神之戰》（2010年）
  - 《諸神之怒》（2012年3月）
- 《吸血鬼獵人：林肯總統》（2012年6月）（吸血鬼）
- 《傲慢與偏見與殭屍》（2016年2月5日）
- 《荷魯斯之眼：王者爭霸》（2016年2月25日）
- 《長城》（2016年12月）
- 《亞瑟：王者之劍》（2017年）

#### 維多利亞時代
- 《天降奇兵》（2003年）（吸血鬼+化身博士）
- 《凡赫辛》（2004年）（吸血鬼+狼人+科學怪人+化身博士）（環球怪物）
- 《不死魔咒》（2009年9月）
- 《狼嚎再起》（2010年1月）（狼人）（環球怪物）
- 《维克多·弗兰肯斯坦》（2015年）（科學怪人）
- 《科學怪人》（2025年）（Netflix）

#### 童話奇幻（英语：Fairytale fantasy）
- 《魔法黑森林》（2014年）
- 《善惡魔法學院》（2022年）（Netflix）
- 《少女鬥惡龍》（2024年）（Netflix）

### 動畫電影
- 《凡赫辛：倫敦任務》（2004年）
- 《貝武夫：北海的詛咒》（2007年）
- 《功夫熊貓》（2008年）（夢工廠）
- 《馴龍高手》（2010年）（夢工廠）
- 《勇敢傳說》（2012年）（皮克斯）
- 《光靈：武士之魂（英语：Bright: Samurai Soul）》（2021年）（Netflix日本）

### 動畫
- 《Fate/Grand Order》（2019年）
- 《宙斯之血（英语：Blood of Zeus）》（希臘神話）（2020年）（Netflix）
- 《諸神末日（英语：Twilight of the Gods (TV series)）》（北歐神話）（2024年）（Netflix）

### 遊戲
- 《隻狼：暗影雙死》（2019年）
- 《臥龍：蒼天隕落》（2023年）
- 《黑神話：悟空》（2024年）
- 《明末：淵虛之羽》（2025年）
- 《影之刃零》（2026年）